# Gregorio Álvarez
Gregorio Conrado Álvarez Armelino, soprannominato Goyo, (Lavalleja, 26 novembre 1925 – Montevideo, 28 dicembre 2016), è stato un politico e generale uruguaiano, dittatore del suo Paese dal 1981 al 1985.

## Biografia
Fu dittatore dell'Uruguay dal 1º settembre 1981 al 12 febbraio 1985. Il 17 dicembre 2007 venne incarcerato per violazione dei diritti umani, ritenuto colpevole della sparizione di 40 persone. Morì a Montevideo il 28 dicembre 2016 all'età di 91 anni a causa di un problema cardiaco.